# Sirig
Sirig (srbsky Сириг) je vesnice v severní části Srbska, v autonomní oblasti Vojvodina administrativně spadající pod opštinu Temerin. Rozkládá se na hlavní komunikaci mezi městy Temerin a Zmajevo, v rovinaté krajině a jižně od kanálu Jegrička. V roce 2020 zde žilo 3700 obyvatel.
Z národnostního hlediska je obyvatelstvo většinově srbské národnosti (cca 85 %) a zastoupena je i národnost maďarská.
Obec vznikla v 20. letech 20. století pro lidi, kteří byli vysídleni v souvislosti s povodněmi na Dunaji v letech 1924 a 1925. Pozemky byly odkoupeny od pravoslavné církve. Obec byla vyprojektována podle předem připraveného plánu se systematickou sítí ulic. Později se sem dosídlili lidé z vesnice Banatski Sokolac a z regionu Lika v dnešním Chorvatsku. 